# Slowfox
Slowfox spada med standardne plese. Sestavljajo ga izmenjujoči se počasni (slow) in hitri (quick) koraki. Je eden zahtevnejših plesov med standardnimi plesi.